# 富山の百山
富山の百山（とやまのひゃくざん）は、富山県山岳連盟が2013年に発行した富山県の山の案内書。または、そこに記載された山々。

## 富山の百山一覧
『富山の百山』に掲載の山一覧を、以下に引用する。

### 中部山岳国立公園
- 立山（3,015m）
- 別山（2,880m）
- 浄土山（2,831m）
- 龍王岳（2,872m）
- 剱岳（2,999m）
- 池平山（2,561m）
- 黒部別山（2,353m）
- 奥大日岳（2,611m）
- 大日岳（2,501m）
- 赤谷山（2,260m）
- 猫又山（2,378m）
- 釜谷山（2,415m）
- 毛勝岳（2,415m）
- 大猫山（2,070m）
- 細蔵山（1,551m）
- 大熊山（1,629m）
- 中山（1,225m）
- クズバ山（1,876m）
- 鳶山（2,616m）
- 越中沢岳（2,591m）
- 薬師岳（2,926m）
- 寺地山（1,996m）
- 北ノ俣岳（2,662m）
- 黒部五郎岳（2,840m）
- 三俣蓮華岳（2,841m）
- 鷲羽岳（2,924m）
- 祖父岳（2,825m）
- 水晶岳（2,986m）
- 赤牛岳（2,864m）
- 烏帽子岳（2,628m）
- 野口五郎岳（2,924m）
- 針ノ木岳（2,821m）
- 蓮華岳（2,799m）
- 赤沢岳（2,678m）
- 爺ヶ岳（2,670m）
- 鹿島槍ヶ岳（2,889m）
- 唐松岳（2,696m）
- 五竜岳（2,814m）
- 清水岳（2,603m）
- 白馬岳（2,932m）
- 杓子岳（2,812m）
- 鑓ヶ岳（2,903m）
- 朝日岳（2,418m）
- 雪倉岳（2,611m）
- 黒岩山（1,624m）
- 犬ヶ岳（1,592m）

### 東部
- 白鳥山（1,287m）
- 初雪山（1,615m）
- 大地山（1167m）
- 大鷲山（817m）
- 黒菱山（1,042m）
- 南保富士（727m）
- 負釣山（959m）
- 鋲ヶ岳（861m）
- 烏帽子山（1,274m）
- 僧ヶ岳（1,855m）
- 越中駒ヶ岳（2,002m）
- 大倉山（1,205m）
- 濁谷山（1,238m）
- 千石城山（757m）
- 城ヶ平山（446m）
- 高峰山（958m）
- 鍋冠山（900m）
- 大辻山（1,361m）
- 来拝山（900m）
- 塔倉山（730m）
- 尖山（559m）

### 中部
- 大品山（1,425m）
- 鍬崎山（2,090m）
- 鉢伏山（1,782m）
- 高頭山（1,210m）
- 六谷山（1,398m）
- キラズ山（1,187m）
- 唐堀山（1,159m）
- 呉羽丘陵（141m）
- 小佐波御前山（754m）
- 大乗悟山（590m）
- 夫婦山（784m）
- 祖父岳（837m）
- 白木峰（1,596m）

### 西部
- 二上山（274m）
- 碁石ヶ峰（461m）
- 元取山（196m）
- 稲葉山（470m）
- 牛岳（987m）
- 金剛堂山（1,650m）
- 八乙女山（756m）
- 赤祖父山（1,033m）
- 高清水山（1,145m）
- 高落場山（1,122m）
- 高坪山（1,014m）
- 袴腰山（1,163m）
- 猿ヶ山（1,448m）
- 人形山（1,726m）
- 三ヶ辻山（1,794m）
- 医王山（939m）
- 大門山（1,572m）
- 奈良岳（1,644m）
- 大笠山（1,822m）
- 笈ヶ岳（1,841m）

## 書誌
- 『富山の百山』北日本新聞社出版、2013年